# Ella Eklund
Elin Dorotea "Ella" Eklund (senare gift Näsholm), född 6 februari 1894 i Sankt Nicolai församling i Stockholm, död 17 augusti 1953 i Gamla stan i Stockholm, var en svensk simhoppare. Hon tävlade för Stockholms KK och deltog som 18-åring i Olympiska sommarspelen 1912 i Stockholm i försöken i simhopp (raka hopp) från 5 och tio meter. Bland 14 deltagare – av vilka 12 var från Sverige –  lyckades Eklund vinna sin kvalgrupp och tog sig till final, där hon slutade på femte plats.